# Palais de la Cité

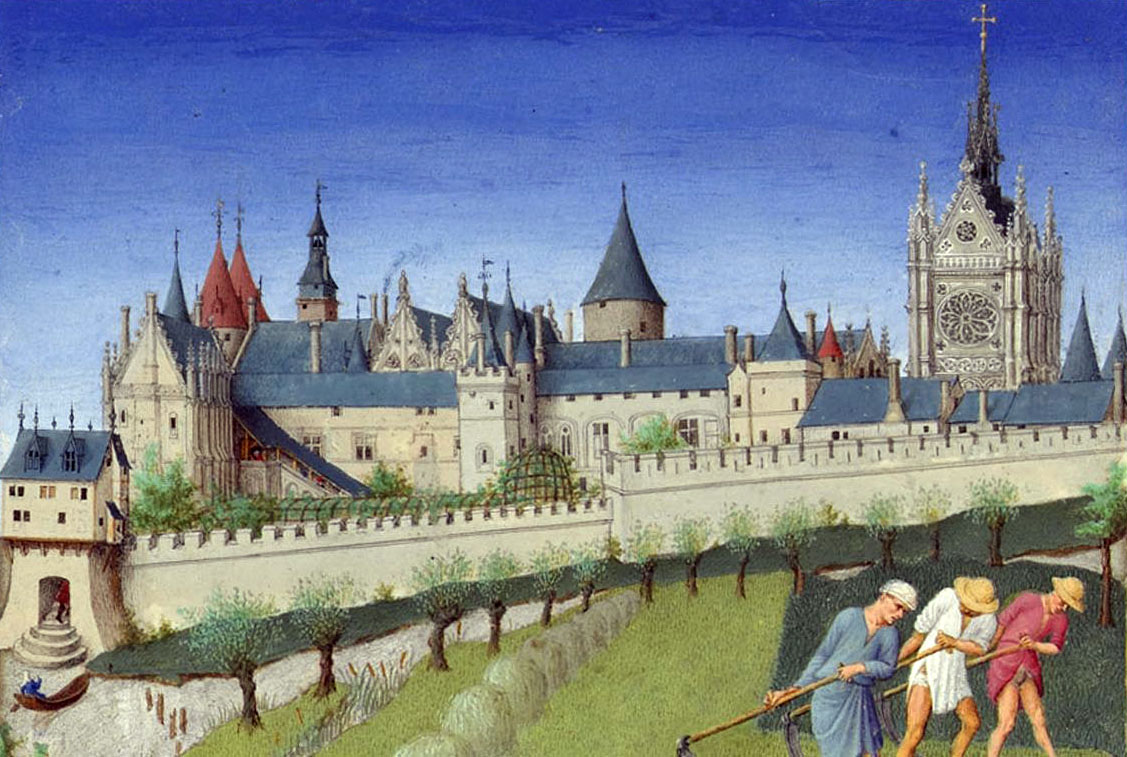
Palais de la Cite

Palais de la Cité var ett slott på ön Île de la Cité i Seine i Paris i Frankrike.  Det var Frankrikes första kungaslott och var residens för den franska kungafamiljen och hovet från 500-talet fram till 1364. 
Sedan Gallien blivit en romersk provins 53 f.Kr uppkom den gallo-romerska staden Lutetia på ön Île de la Cité, och på öns västra sida uppfördes ett romerskt fort i form av ett befäst palats innanför skyddsvallar. Merovingernas kungar bodde i fortet när de besökte i Paris, och Klodvig I ska ha bott där 508-511. Fortet var kungens bostad när han var i Paris, men staden var länge endast en av flera städer i Île-de-France där kungens vistades och ingen huvudstad. Paris blev huvudstad när Robert II av Frankrike regerade (996-1031), och han förstärkte och expanderade fortet åtskilligt. Från 1000-talet och framåt var Paris kungens huvudstad och Palais de la Cité hans huvudbostad.  
Under hundraårskriget 1358, när kungen var fången hos engelsmännen, utbröt ett uppror hos Parisköpmännen mot kungamakten under ledning av Etienne Marcel, under vilket köpmännens soldater bröt sig in i kungaborgen och mördade kungens rådgivare Jean de Conflans och Robert de Clermont i kronprinsens närvaro. Kungen flyttade därför 1364 hovet till Hôtel Saint-Pol.